# Nutrición vegana

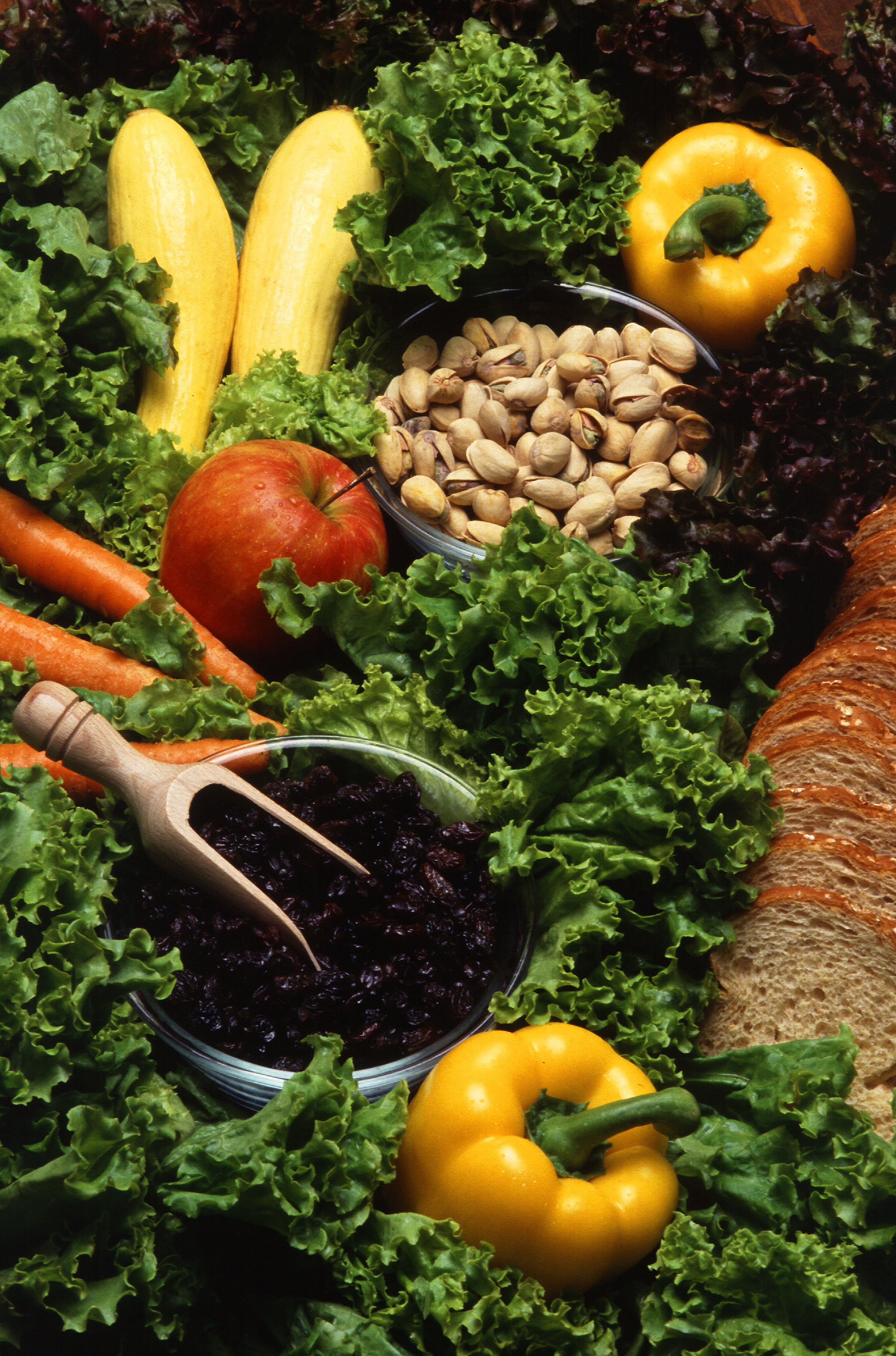
Varios alimentos veganos, incluye frutas, verduras y nueces.

La nutrición vegana se refiere a los aspectos nutricionales y de salud humana de las dietas veganas. Una dieta vegana bien planificada y equilibrada es adecuada para cumplir todas las recomendaciones de nutrientes en cada etapa de la vida humana. Las dietas veganas tienden a ser más altas en fibra dietética, magnesio, ácido fólico, vitamina C, vitamina E, hierro y fitoquímicos; y bajas en energía dietética, grasas saturadas, colesterol, ácidos grasos omega-3 de cadena larga, vitamina D, calcio, zinc y vitamina B 12. Las pruebas preliminares de la investigación epidemiológica indican que una dieta vegana puede reducir el riesgo de cáncer.

## Antecedentes
Las dietas veganas, en comparación con las dietas estándar, tienden a ser más altas en fibra dietética, magnesio, ácido fólico, vitamina C, vitamina E y hierro, y más bajas en calorías, grasas saturadas, colesterol, ácidos grasos omega-3 de cadena larga, vitamina D, calcio, zinc y vitamina B 12. Debido a que los alimentos vegetales no proporcionan vitamina B 12 (que es producida por microorganismos como las bacterias ), los investigadores están de acuerdo en que aquellos con una dieta vegana deben comer alimentos enriquecidos con B 12 o tomar un suplemento dietético.

## Nutrición
La Academia Estadounidense de Nutrición y Dietética (anteriormente conocida como Asociación Dietética Americana ), Dietistas de Canadá y la Asociación Dietética Británica afirman que las dietas veganas bien planificadas pueden cumplir con todos los requisitos de nutrientes humanos y son apropiadas para todas las etapas de la vida, incluso durante el embarazo, la lactancia, la infancia y la adolescencia, mientras que la Sociedad Alemana de Nutrición no recomienda las dietas veganas para niños, adolescentes o durante el embarazo y la lactancia. La Academia Estadounidense de Nutrición y Dietética agrega que las dietas veganas bien planificadas también son apropiadas para adultos mayores y atletas, y que las dietas veganas pueden reducir el riesgo de ciertas afecciones de salud, como el cáncer.
Puede ser necesaria una atención especial para garantizar que una dieta vegana proporcione cantidades adecuadas de vitamina B 12, ácidos grasos omega-3, vitamina D, calcio, hierro, zinc y yodo. Estos nutrientes pueden estar disponibles en los alimentos vegetales, con la excepción de la vitamina B 12, que solo se puede obtener de los alimentos o suplementos veganos fortificados con B 12 . El yodo también puede requerir suplementos, como el uso de sal yodada.

## Deficiencias nutricionales

### Vitamina B12

Pirámide de alimentos veganos basada en sugerencias de la American Dietetic Association

La vitamina B 12 no es producida por plantas o animales, sino por bacterias que crecen en el suelo, las heces, el agua sucia, los intestinos de animales o laboratorios, por lo que los alimentos vegetales son fuentes no confiables de B12. La Sociedad Vegana del Reino Unido, el Grupo de Recursos Vegetarianos y el Comité de Médicos para la Medicina Responsable, entre otros, recomiendan que cada vegano consuma una cantidad adecuada de vitamina B12 de alimentos enriquecidos o tomando un suplemento.
La deficiencia de vitamina B12 es potencialmente extremadamente grave y conduce a anemia megaloblástica, degeneración nerviosa y daño neurológico irreversible. Debido a que B12 se almacena en grandes cantidades en el hígado, la deficiencia en adultos solo puede comenzar años después de pasar a una dieta que carece de B12. Para los bebés y niños pequeños que no han acumulado estas reservas, el inicio de la deficiencia de vitamina B12 puede ser más rápido y, por lo tanto, la suplementación para niños veganos es crucial.
La evidencia muestra que los veganos que no toman suplementos de vitamina B12 no consumen suficiente vitamina B12 y a menudo tienen concentraciones sanguíneas anormalmente bajas de vitamina B12. Esto se debe a que, a menos que estén fortificados, los alimentos vegetales no contienen cantidades confiables de vitamina B12 activa. Se recomienda a los veganos que sigan una de las siguientes opciones dietéticas:
- Consuma alimentos enriquecidos 2-3 veces al día para obtener al menos 3 microgramos de vitamina B12 ,
- o tome 10 microgramos de B12 como suplemento una vez al día
- o tome 2000 microgramos de B12 como suplemento una vez por semana

La vitamina B12 se absorbe más eficientemente en pequeñas dosis regulares, lo que explica por qué la cantidad requerida aumenta tan rápidamente a medida que la frecuencia disminuye.
Los Institutos Nacionales de Salud de EE. UU. Recomiendan la ingesta de vitamina B12 en un rango de 0.4 microgramos por día para bebés, hasta 2.4 microgramos para adultos y hasta 2.8 microgramos para madres lactantes. La Autoridad Europea de Seguridad Alimentaria estableció la ingesta adecuada en 1,5 microgramos para bebés, 4 microgramos para niños y adultos y 4,5 y 5 microgramos durante el embarazo y la lactancia. Estas cantidades se pueden obtener al comer alimentos enriquecidos con B12, que incluyen algunos cereales comunes para el desayuno, leches de soya y análogos de carne, así como de suplementos vitamínicos. Algunos de los alimentos enriquecidos requieren solo una porción para proporcionar las cantidades recomendadas de B12.
Otros alimentos fortificados con B12 pueden incluir: algunas leches de almendras, leches de coco, otras leches vegetales, levadura nutricional, mayonesa vegana, tofu y varios tipos y marcas de rebanadas de delicatessen veganas, hamburguesas y otras carnes vegetales.

### Proteína
Tras la digestión, todos los alimentos con proteínas suministran aminoácidos. La ingesta variada de alimentos vegetales puede satisfacer las necesidades de proteínas y aminoácidos de la salud humana. Los alimentos ricos en proteínas en una dieta vegana incluyen legumbres (como frijoles y lentejas ), nueces, semillas y granos (como avena, trigo y quinua ).

### Ácidos grasos omega-3

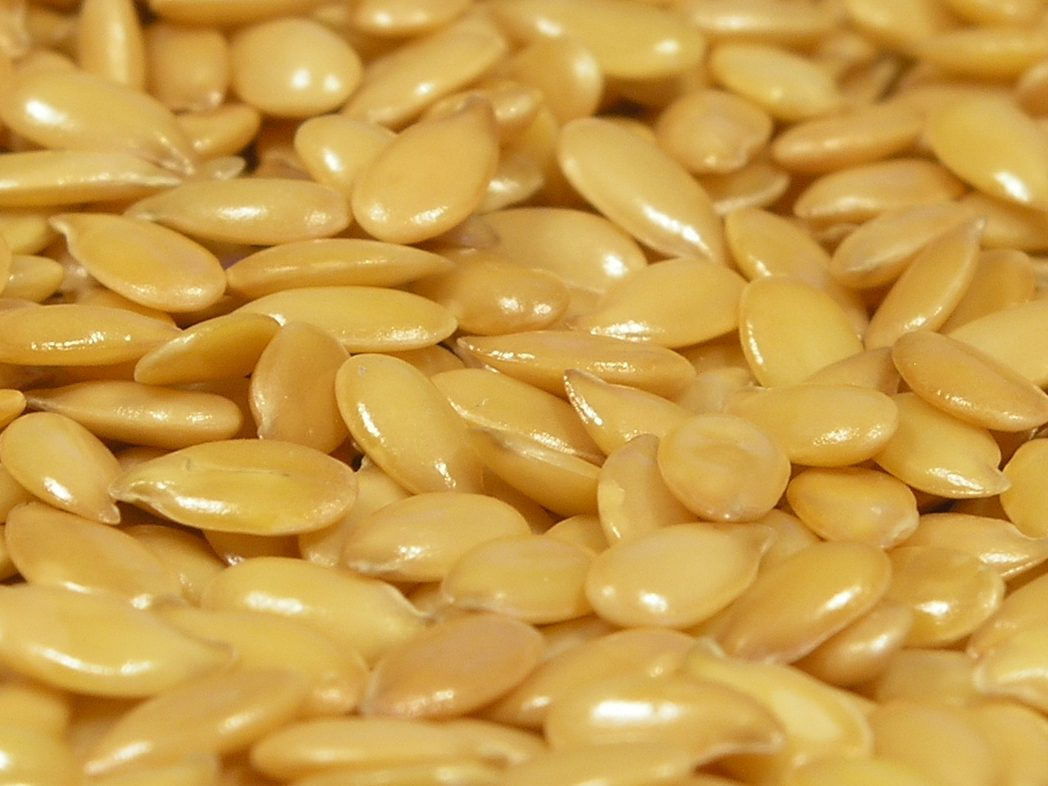
Las semillas de lino son una rica fuente de ALA, el precursor de DHA y EPA, los ácidos grasos omega-3

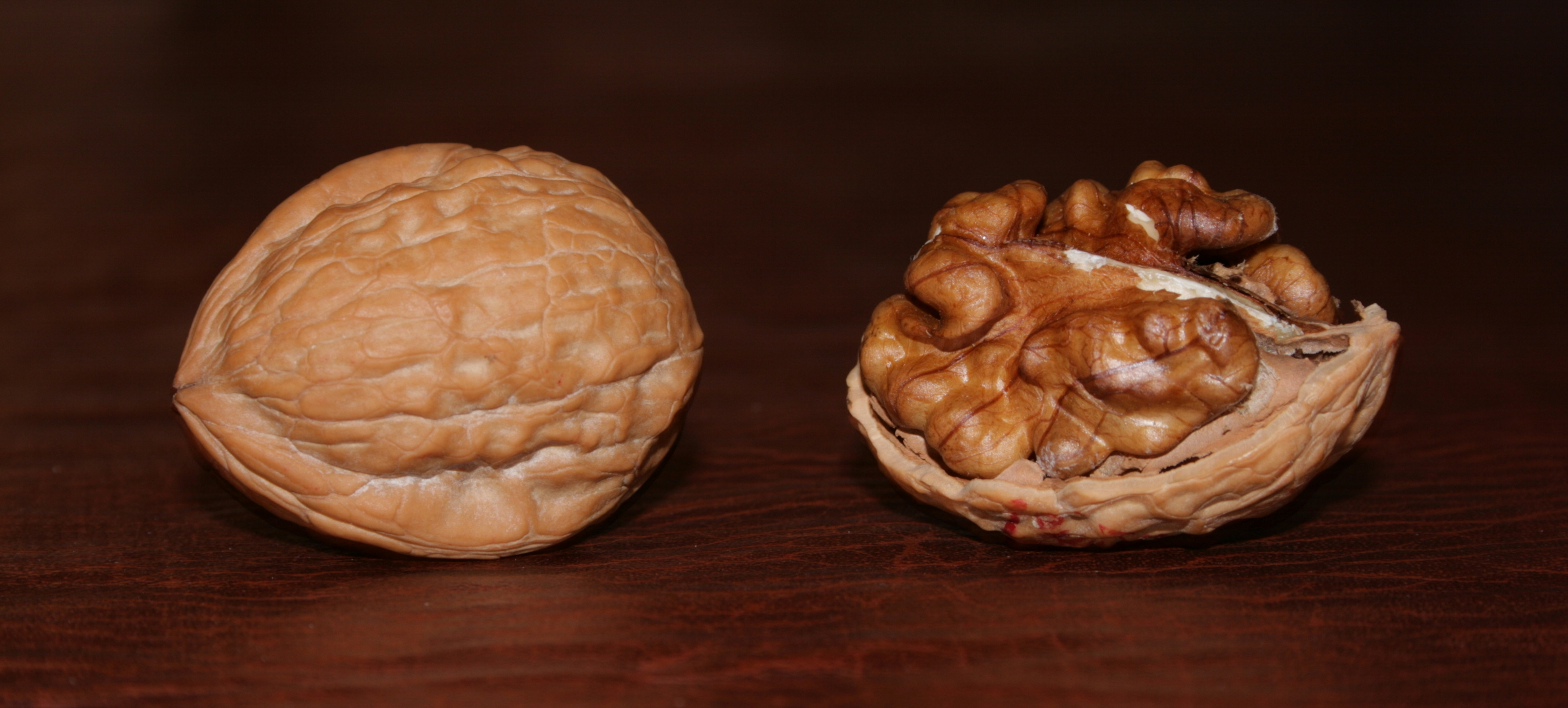
Las nueces son otra fuente rica de ALA, el precursor de DHA y EPA, los aceites omega-3

Las principales fuentes veganas del ácido graso esencial omega-3 ALA incluyen nueces, semillas de lino y aceite de linaza, aceite de colza, aceite de algas, semillas de cáñamo y aceite de cáñamo, aceite de oliva y aguacate.
Las dietas sin mariscos son más bajas en ácidos grasos omega-3 de cadena larga no esenciales como DHA y EPA. Se ha demostrado que el ALA suplementario a corto plazo aumenta los niveles de EPA, pero no los niveles de DHA, lo que sugiere una conversión limitada del intermediario EPA a DHA. Existen suplementos de DHA derivados de microalgas ricas en DHA, y el cuerpo humano también puede convertir DHA a EPA. Aunque anteriormente se pensaba que el omega-3 era útil para ayudar a aliviar la demencia, a fecha de 2016, no hay evidencia de efectividad.
Si bien hay poca evidencia de efectos adversos para la salud o cognitivos debido a la deficiencia de DHA en vegetarianos o veganos adultos, la deficiencia en la leche materna y en el feto siguen siendo motivo de preocupación. Se ha demostrado que la suplementación con EPA y DHA reduce la agregación plaquetaria en vegetarianos, pero aún no se ha determinado un vínculo directo con la morbilidad y mortalidad cardiovascular, que ya es menor para los vegetarianos.

### Calcio
Se recomienda que los veganos coman tres porciones al día de un alimento rico en calcio, como leches vegetales fortificadas, vegetales de hoja verde, semillas, tofu u otros alimentos ricos en calcio, y que tomen un suplemento de calcio según sea necesario.
Muchos estudios han examinado la posible correlación entre veganismo, consumo de calcio y salud ósea. El estudio EPIC-Oxford sugirió que los veganos que consumieron 525 mg o menos de calcio por día tienen un mayor riesgo de fracturas óseas sobre los carnívoros y los vegetarianos, pero que los veganos que consumían más de 525 mg/día tenían un riesgo de fracturas similar a otros grupos. En general, todo el grupo de veganos tenía un mayor riesgo de fracturas. Un estudio de 2009 sobre la densidad ósea encontró que la densidad ósea de los veganos era del 94 por ciento de la de los omnívoros, pero consideró la diferencia clínicamente insignificante. Otro estudio realizado en 2009 por los mismos investigadores examinó a más de 100 mujeres veganas posmenopáusicas, y descubrió que su dieta no tenía ningún efecto adverso sobre la densidad mineral ósea (DMO) ni ninguna alteración en la composición corporal. El bioquímico T. Colin Campbell sugirió en The China Study (2005) que la osteoporosis está relacionada con el consumo de proteína animal porque, a diferencia de la proteína vegetal, la proteína animal aumenta la acidez de la sangre y los tejidos, que creía que era neutralizada por el calcio extraído de los huesos resultando en hipercalciuria. Campbell escribió que su estudio de nutrición China-Oxford-Cornell en las décadas de 1970 y 1980 encontró que, en las zonas rurales de China, "donde la proporción de animales a plantas [para proteínas] era de alrededor del 10 por ciento, la tasa de fracturas es solo un quinto de la de los Estados Unidos " 
El calcio es uno de los componentes del tipo más común de cálculos renales humanos, el oxalato de calcio. Algunos estudios sugieren que las personas que toman calcio suplementario tienen un mayor riesgo de desarrollar cálculos renales, y estos hallazgos se han utilizado como base para establecer la ingesta diaria recomendada (IDR) de calcio en adultos.

### Yodo
Un estudio informó de un "peligro potencial de trastornos por deficiencia de yodo debido a formas estrictas de nutrición vegetariana, especialmente cuando se ingieren frutas y verduras cultivadas en suelos con bajos niveles [de yodo]". Las dietas veganas generalmente requieren atención especial para el yodo, para el cual las únicas fuentes veganas sustanciales y confiables son los vegetales marinos, la sal yodada y los suplementos. El contenido de yodo de los vegetales marinos varía ampliamente y puede proporcionar más que el límite superior recomendado de ingesta de yodo.

### Hierro
Se recomienda a los veganos que coman alimentos ricos en hierro y vitamina C diariamente. En varios estudios, se encontró que los veganos no sufrían de deficiencia de hierro más que los no veganos. Se recomienda comer verduras de hojas verdes oscuras (y otras fuentes de hierro) junto con fuentes de vitamina C. La suplementación con hierro debe tomarse en diferentes momentos a otros suplementos con una valencia (química) 2+ como calcio o magnesio, ya que inhiben la absorción de hierro.

### Colina
Debido a la falta de evidencia, ningún país ha publicado una ingesta diaria recomendada de colina, que es un nutriente esencial similar a las vitaminas. Los organismos nacionales de nutrición de Australia, Nueva Zelanda y la Unión Europea señalan que no ha habido informes de deficiencia de colina en la población general. Sin embargo, existen ingestas adecuadas, como la de la Unión Europea, de 400 mg/día para los adultos, y la de los Estados Unidos, de 425 mg/día para las mujeres adultas no embarazadas y 550 mg/día para los hombres adultos.
La deficiencia de colina, tal y como se crea en condiciones de laboratorio, puede conducir a problemas de salud como el daño hepático, resultado de que las células del hígado inicien una muerte celular programada (apoptosis), así como un aumento de los defectos del tubo neural en las mujeres embarazadas En un estudio, el 77% de los hombres, el 44% de las mujeres premenopáusicas y el 80% de las mujeres posmenopáusicas desarrollaron daños en el hígado o los músculos grasos debido a la deficiencia de colina, lo que demuestra que las características de los sujetos regulan los requisitos dietéticos. También hay alguna evidencia de que la colina también es un antiinflamatorio, pero se necesitan más estudios para confirmar / refutar los hallazgos. Vale la pena señalar que muchos multivitamínicos no contienen la ingesta adecuada de colina.
Aunque muchos productos animales, como el hígado y el huevo, contienen altas cantidades de colina (355  mg/3 oz y 126   mg/huevo grande, respectivamente), germen de trigo (172  mg/taza), coles de Bruselas (63 mg taza) y brócoli (62 mg / taza) también son buenas fuentes de colina. Otras fuentes incluyen lecitina de soja, coliflor, espinacas, germen de trigo, tofu firme, frijoles, quinua y amaranto.

### Vitamina D
La función principal de la vitamina D en el cuerpo es una mayor absorción de calcio, por lo tanto, es buena para los huesos. También se conecta con receptores en la próstata, el corazón, los vasos sanguíneos, los músculos, las glándulas endocrinas y otros.
La luz solar, los alimentos enriquecidos y los suplementos son las principales fuentes de vitamina D para los veganos. Los humanos producen vitamina D de forma natural en respuesta a la luz ultravioleta (UV). La capa de nubes completa reduce la penetración de UV en hasta un 50%, y la sombra exterior reduce la penetración de UV en un 60%. La luz ultravioleta penetra la piel en longitudes de onda entre 290 y 320 nanómetros, donde luego se convierte en vitamina D3. La vitamina D2 se puede obtener de hongos, como los hongos expuestos al sol o la luz ultravioleta industrial, que ofrece una opción vegana para la vitamina D dietética o suplementaria
Aunque la vitamina D3 se produce en pequeñas cantidades por líquenes o algas expuestas a la luz solar, la producción industrial en cantidades comerciales es limitada, y hay pocos productos complementarios en 2019.
La cantidad diaria recomendada de vitamina D para adultos menores de 70 años es de entre 600 y 4.000 UI, y para adultos mayores de 70 años, de 800 a 4.000 UI.
Los informes sobre la cantidad exacta de vitamina D producida por la exposición a la luz solar son inexactos y varían mucho, en general.